# 鰺ヶ沢町立鰺ヶ沢中学校
鰺ヶ沢立鰺ヶ沢中学校（あじがさわちょうりつあじがさわちゅうがっこう）は、青森県西津軽郡鯵ヶ沢町にある公立中学校。本項では、鰺ヶ沢第二中学校設立前に存在した（旧）鰺ヶ沢中学校の変遷についても併せて記述する。

## 概要
- 本校は鯵ヶ沢町唯一の中学校で、町内全域を学区としている。

## 沿革

### （旧）鰺ヶ沢中学校
- 1947年（昭和22年）
  - 4月1日 - 新学制発足により、設立。
  - 4月21日 - 大字舞戸町字小夜51番地に開校。当時は西海小学校の講堂を仕切って授業を行った。
- 1948年（昭和23年）
  - 4月22日 - 校章制定。
  - 9月7日 - 西海小学校講堂裏に4教室増築。
- 1951年（昭和26年）
  - 1月17日 - 旧鰺ヶ沢高等学校へ移転。6学級を本校へ、西海小学校の4学級を分校とした。
  - 8月15日 - 新校舎落成（体育館無し）。
  - 9月1日 - 新校舎へ移転。
- 1953年（昭和28年） - 校庭・グランド完成。
- 1954年（昭和29年）
  - 9月20日 - 新校旗制定。
  - 10月16日 - 体育館落成。
  - 10月20日 - 校歌制定。
- 1959年（昭和34年）4月6日 - 新校旗制定。
- 1960年（昭和35年）11月9日 - 2教室増築。
- 1961年（昭和36年）12月7日 - 音楽室・理科室の2教室増築。
- 1963年（昭和38年） - 生徒玄関・便所増築。
- 1965年（昭和40年） - 特別教室（理科・技術）2教室増築。
- 1967年（昭和42年） - 創立20周年事業として、ブラスバンド楽器充実と国旗掲揚台を設置した。
- 1968年（昭和43年）4月 - 特殊学級開設。
- 1969年（昭和44年） - テニスコート新設。校舎内に蛍光灯を付ける。
- 1971年（昭和46年） - 校舎の大規模改修実施。
- 1973年（昭和48年） - 体育館の大修理と下水・便所の改修。
- 1976年（昭和51年）
  - 3月25日 - 14時頃、2階教室から出火し、普通教室や職員室などを焼失。
  - 11月1日 - 鰺ヶ沢第二中学校校舎の仮使用が認められ、移転した。
- 1977年（昭和52年）3月31日 - 本校と南金沢・赤石の各中学校が実質統合し、鰺ヶ沢第二中学校が設立された為、閉校。

### （現）鰺ヶ沢中学校
- 2011年（平成23年）4月1日 - 鰺ヶ沢第一中学校と鰺ヶ沢第二中学校[2]が統合し、設立。

## アクセス
- 国道101号で鰺ヶ沢町中心部から約2 km。
- JR五能線
  - 陸奥赤石駅から、車で約5分。
  - 鰺ヶ沢駅から、
    - 車で約10分。
    - 弘南バス・鰺ヶ沢町コミュニティバスで、『鰺ヶ沢中学校前』バス停下車。

## 著名な出身者
- 時天嵐信男 - 大相撲力士

## 参考資料
- 『鰺ヶ沢町史 第三巻』（鰺ヶ沢町・1984年11月30日発行）377頁～378頁「第一章 教育、第3編 教育と文化、二 小・中学校、幼稚園 （二）中学校」377頁～378頁「鰺ヶ沢中学校（旧校分）」
- 『青森県教育史 別巻』（青森県教育委員会・1973年12月20日発行）「学校沿革 中学校」899頁「鰺ヶ沢中学校（旧校分）」